# P.H. van der Hoog
Pieter Henricus van der Hoog (Den Haag, 17 augustus 1888 – aldaar, 16 april 1957) was een Nederlandse arts, wereldreiziger en schrijver.
In 1913 studeerde hij af en was dermatoloog in verschillende gebieden werkzaam, van Saoedi-Arabië tot Suriname en van Nederlands-Indië tot Curaçao. Overal waar hij kwam bestudeerde hij de inheemse geneesmethoden. Zo deed hij een kennis op van speciale kruiden, oliën en plantenextracten die overal waar hij kwam door de bevolking werden gebruikt. Door zijn reislust werd hij enige tijd scheepsarts. 
Doordat zijn vrouw kampte met huidproblemen begon zich te richten op huidverzorgende middelen en schoonheidsmiddelen en begon hij een eigen bedrijf in schoonheidsproducten. Omdat na enige tijd de vraag naar zijn producten zo groot werd, kon hij zelf de productie ervan niet meer aan en gaf deze in 1935 uit handen aan de 'N.V. Chemische fabriek Rijswijk' van de meer zakelijk ingestelde Johannes Pieter Philippus Beyerman. Later ging deze fabriek de naam van 'Dr. van der Hoog' dragen. Ook onder die merknaam verschenen de producten, die tot vandaag toe nog bestaan. De verkoop werd gegund aan de Bussumse kappers Westen en Vandenstigtenhorst, waarbij zij het alleenrecht op distributie behielden tot 1990. In dat jaar kocht Van der Hoog de distributeur uit en ging verkoop en productie in één hand verder. De verkoop ging vanaf toen uitsluitend via drogisterijen en schoonheidssalons. Het bedrijf valt tegenwoordig onder de paraplu van 'Nutramin' in Amersfoort.
Hij heeft verscheidene boeken geschreven over zijn geneeskundige kennis en een over zijn pelgrimservaringen in Saoedi-Arabië. Hij was bekeerd tot de islam en heeft zodoende tijdens zijn verblijf in Saoedi-Arabië de Hadj verricht. Zijn ervaringen van zijn bedevaart in de Hidjazstreek heeft hij beschreven in het boek Pelgrims naar Mekka.

## Publicaties
- P.H. van der Hoog: Pelgrims naar Mekka. 's-Gravenhage, Leopold, 1935.
- P.H. van der Hoog:  De sexueele revolutie. Amsterdam, Nederlandsche Keurboekerij, 1934. (2e druk 1945)